# ناحیه گرینلند، میشیگان
ناحیه گرینلند (به انگلیسی: Greenland Township) یک منطقهٔ مسکونی در ایالات متحده آمریکا است که در شهرستان انتوناگون، میشیگان واقع شده‌است.
 ناحیه گرینلند  ۷۹۲ نفر جمعیت دارد و ۲۸۰ متر بالاتر از سطح دریا واقع شده‌است.